# Wright State Raiders

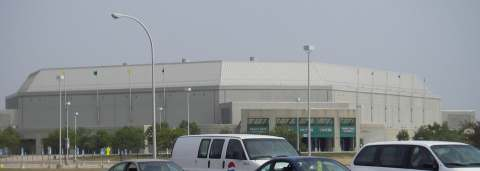
Nutter Center.

Wright State Raiders (español: los Invasores de la Estatal Wright) es el nombre de los equipos deportivos de la Universidad Estatal Wright, situada en Fairborn, Ohio con una dirección postal en Dayton. Los equipos de los Raiders participan en las competiciones universitarias organizadas por la NCAA, y forman parte desde 1994 de la Horizon League.

## Programa deportivo
Los Raiders compiten en 7 deportes masculinos y en 8 femeninos:
| - Masculino - Béisbol - Baloncesto - Fútbol - Cross - Natación - Golf - Tenis | - Femenino - Baloncesto - Cross - Voleibol - Atletismo - Fútbol - Natación - Tenis - Softball |

## Instalaciones deportivas
- Nutter Center es el pabellón donde disputan sus partidos los equipos de baloncesto. Tiene una capacidad para 10.400 espectadores, y fue inaugurado en 1990. Además ha servido como escenario de conciertos y espectáculos, de grupos como  Kiss, Cirque du Soleil, The Harlem Globetrotters, Jay-Z, Toby Keith, Motley Crue, Carrie Underwood, Elton John, Disney On Ice, Kid Rock, Tina Turner o Ringling Bros. and Barnum & Bailey Circus entre otros.[1]
- Alumni Field, que forma parte del Rinzler Student Sports Complex, es el estadio donde disputa sus encuentros los equipos de fútbol. Fue inaugurado en 1999 y tiene una capacidad para 1.000 espectadores sentados.[2]